# Джонс, Каруин
Каруин Хауэлл Джонс (валл. Carwyn Howell Jones, англ. Carwyn Howell Jones; род. 21 марта 1967, Суонси) — валлийский политик, лейборист, первый министр Уэльса с 9 декабря 2009 года, член Национальной ассамблеи Уэльса от округа Бридженд с 6 мая 1999 года, бывший генеральный советник Уэльса (2007—2009), член Международной амнистии.

## Краткая биография
Каруин Хауэлл Джонс родился 21 марта 1967 года в Суонси, в Уэльсе в семье коренных валлийцев. Среднее образование получил в школе Бритега в Бридженде. Затем обучался в Университете Уэльса в Аберистуит, где в 1988 году защитил степень бакалавра права. Во время обучения в университете вступил в Валлийскую лейбористскую партию. Продолжил образование в Высшей юридической школе в Лондоне.
По завершении образования был принят в 1989 году в коллегию адвокатов в Грейс Инн, затем в течение десяти лет работал в судебной палате в Суонси, специализируясь по семейным, уголовным и административным делам. Оставил юридическую практику, став преподавателем права в Кардиффском университете.
Женат на Лизе Джонс, от которой имеет двоих детей — Серен и Руэри. Занимается спортом (регби, гольф и прогулки на велосипеде). Оказывает поддержку Кенфигхиллскому мужскому хору.

## Политическая деятельность
Служил советником в графстве Бридженд в течение пяти лет, после чего возглавил местную ячейку лейбористов.
В 1999 году был избран в Национальную ассамблею Уэльса от округа Бридженд.
Получил назначение на место заместителя секретаря Национальной ассамблеи Уэльса в марте 2000 года. В июле того же года был назначен секретарем по делам сельского хозяйства и развития сельских районов в правительстве Уэльсе, в октябре 2000 года должность была переименована в министра сельского хозяйства. В его обязанности как министра входили вопросы, связанные с охраной окружающей среды и сельской местности, городское и сельское планирование, устойчивое развитие сельского хозяйства и развитие сельских районов. В июне 2002 года был также назначен министром Открытого правительства. За это время он был ответственным за предотвращение в 2001 году вспышки ящура в Уэльсе.
После выборов 2007 года, он был назначен министром образования, культуры и валлийского языка. В круг его обязанностей входили вопросы, связанные с образованием, национальной культурой и спортом. После создания коалиции Валлийской лейбористской партии с Партией Уэльса, Каруин Джонс был назначен генеральным советником Уэльса и председателем палаты.
1 декабря 2009 года Каруин Джонс был избран лидером Валлийской лейбористской партии, собрав более 50 % голосов и опередив своих оппонентов, Эдвина Хартa и Хью Льюиса.
9 декабря 2009 года он был избран первым министром Уэльса. После поражения лейбористов на выборах в парламент Великобритании 2010 года, и отставки Гордона Брауна с поста премьер-министра, Каруин Джонс стал самым старшим лейбористом в правительстве Великобритании. Он был назначен тайным советником 9 июня 2010 года.
После выборов 2011 года в Национальную ассамблею Уэльса, Каруин Джонс отказался от коалиции с Партией Уэльса. Им было сформировано лейбористское правительство меньшинства.
В 2013 году Джонс выступил против независимости Шотландии на референдуме в сентябре 2014 года.
21 апреля 2018 года Джонс объявил, что уйдёт с поста министра.